# 姫川明
姫川 明（ひめかわ あきら）は、日本の漫画家、イラストレーターのユニット。オリジナル作品では姫川 明輝（読みは同じ）を名乗っている。

## メンバー
旧ペンネーム時代より2人組として活動を行い創作系同人誌を発表していた
本田 A（ほんだ エー）
旧ペンネームは狩鷹 明（かりたか あきら）
本田は2008年12月5日放送の『探偵!ナイトスクープ』（ABC）に「Hな絵ばかり描く父に母を描かせたい!」の依頼者として出演。本田の両親も出演、本田の父親は蒼井そらのファンであり、『ナイトスクープ』で蒼井本人と共演している。
長野 S（ながの エス）
旧ペンネームは2人は小野 ぬい（おの ぬい）。

## 経歴
1991年少年サンデー「コミックグランプリ」で準グランプリ受賞にてデビュー。姫川明 with ヒウリプロを名乗る事もある。また、イラストレーターとしてはHimeaki（ヒメアキ）の名も使っている。2011年12月より、オリジナル作品のペンネームを姫川 明月とする旨を、更に2015年6月に姫川 明輝と改名した事を自身のホームページ等で告知している。他にもひめかわ 明、姫川 AKIRA、Akira Himekawaなど基本形のペンネームを少しずつ変化させた名義もある。
『ゼルダの伝説』シリーズのコミカライズを契機に、幅広い年代層にも知られるようになった。このシリーズは同タイトルファンの圧倒的な支持を獲得しており、2009年より北米・ヨーロッパでも翻訳出版されている。『時のオカリナ』のコミカライズを受けた際、『夢をみる島』のコミカライズの話も来ていたが、他の連載もしていた関係上断っている。

## 作品リスト

### オリジナル作品
- LADY!グルンサ（徳間書店） - 「小野ぬい｣ 名義、既刊3巻
- 雪まぼろし（ラポート） - 「狩野小鷹」名義、後半は単行本未収録
- BANBA 〜雪の大地〜（小学館『週刊少年サンデー超』、1992年） - 「姫川明・小野ぬい」名義、電子書籍のみ
- カイジ（小学館『週刊少年サンデー超』、1993年） - 「姫川明・小野ぬい」名義、電子書籍のみ
- おんボロきんぐだむ（ベネッセコーポレーション『小6ワンダホーマガジン Kids06』1997年9月号 - 1997年12月号） - 全1巻
- RIDE ON！（小学館『週刊少年サンデー超』、1998年） - 電子書籍のみ
- ルウ・ガル（角川書店『コミックGENKi』→『コミックニュータイプ』、1993年 - 1996年） - 既刊3巻
- アルキミア（ラポート）
- ミニ4キッズ（小学館、『小学二年生』・『小学三年生』、1998年 - 1999年） - 「ひめかわ明」名義、電子書籍のみ
- ぼくらの翼-国境なき路上の子供たち-（小学館『小学五年生』、2001年 - 2002年）
- ユアナと銀の月 （朝日小学生新聞）
- グライディングREKI（講談社Webサイト「MiChao!」2006年 - 2009年）
- 556ラボ（原作：きむらゆういち、小学館『小学五年生』・『小学六年生』、2007年）
- ヒウリ - 「小野ぬい＋狩鷹明」名義。同人誌として出版されたオリジナル作品。一般誌未発表
- 竜は黄昏の夢をみる（メディアファクトリー『月刊コミックジーン』、2011年 - 2012年） - 「姫川明月」名義、全2巻
- ドギーマギー動物学校（角川グループパブリッシング〈角川つばさ文庫〉、2012年 - ） - 「姫川明月」名義、既刊9巻
- タウルシティの住人（メディア・パル、アンソロジー『ボクらの恋はケモノ道!』収録、2013年） - 「Akira Himekawa」名義
- KAMUDO 風の神門（小学館Webサイト「サンデーうぇぶり」2024年 - ） - 「姫川明輝」名義[3]

### コミカライズ作品
- レジェンド・オブ・クリスタニア はじまりの冒険者たち （メディアワークス、1995年 - 1996年） - 全3巻
- 時空転抄ナスカ （角川書店『A-DUSH』、1997年 - 1998年）
- アストロボーイ・鉄腕アトム （小学館『小学五年生』、2003年 - 2004年）
  - 青騎士 （角川書店『ケロケロエース』、2010年）
- ブレイブ・ストーリー  （原作：宮部みゆき、小学館『小学五年生』、2006年）
- シートン動物記 （原作：アーネスト・トンプソン・シートン、小学館、2012年）
  - シートン（朝日新聞出版『週刊 マンガ世界の偉人』、2013年）
- NEW日本の歴史1 国の成り立ち（学研マーケティング、2012年）
- マイリトルポニー〜トモダチは魔法〜（小学館『ぷっちぐみ』、2013年 - 2014年） - 「姫川AKIRA」名義、全1巻

#### ゼルダの伝説シリーズ
いずれも原作とは異なる独自設定が用いられており、オリジナルキャラクターなども登場する。
- ゼルダの伝説 神々のトライフォース（全1巻）
- ゼルダの伝説 時のオカリナ（全2巻。最初のコミカライズ作品）
- ゼルダの伝説 ムジュラの仮面（全1巻）
- ゼルダの伝説 ふしぎの木の実（大地の章・時空の章）
- ゼルダの伝説 4つの剣+（全2巻）
- ゼルダの伝説 ふしぎのぼうし（読み切り）
- ゼルダの伝説 トワイライトプリンセス （全11巻。長期連載作品）
- ゼルダの伝説 夢幻の砂時計（全1巻）
- ゼルダの伝説 スカイウォードソード（読み切り）

### イラスト・挿絵
- まほろばの門 （著：桑原忍、富士見書房〈富士見ファンタジア文庫〉、1994年）
- 未知の世界の大冒険 クロスゾーン （著：矢島さら、『進研ゼミ小学講座』5年生向け情報誌「放課後アドベンチャー」連載小説、2003年）
- はみがきクイーン （『進研ゼミ小学講座』3年生向け情報誌「なんで!?本」連載小説、2005年）
- 小さな国の救世主 （著：鷹見一幸、メディアワークス〈電撃文庫〉、2006年 - 2007年） - 「Himeaki」名義
- リセット・ワールド （著：鷹見一幸、メディアワークス→アスキー・メディアワークス〈電撃文庫〉、2008年） - 「Himeaki」名義
- ゴールド・リング （著：カイス・セドキ、ページフリップ社、2010年）
- 動物たちはセラピスト （著：アレン・アンダーソン&リンダ・アンダーソン、構成：吉田順、学研教育出版、2013年） - 「姫川明月」名義
- シートン動物記 （著：アーネスト・トンプソン・シートン、訳：越前敏弥、角川グループパブリッシング〈角川つばさ文庫〉、2012年 - ）  - 「姫川明月」名義、既刊3巻
- 那須町「プロジェクト9b」キャラクターイラスト - 「姫川明輝」名義